# Rocca Paolina
La Rocca Paolina (literalmente Roca Paulina, de Pablo), es una antigua fortaleza italiana ubicada en el municipio de Perugia. Fue construida por Antonio da Sangallo el Joven, entre 1540 y 1543. Es uno de los monumentos turísticos más visitados de Perugia.

## Historia
Fue construido entre 1540 y 1543 por mandato del Papa Pablo III y hasta 1860 representó el símbolo del poder papal sobre la antigua ciudad. El edificio, diseñado por Alessandro Tomassoni da Terni y Antonio da Sangallo el Joven, fue construido sobre lo que fueron las casas de los Baglioni, tras su rebelión contra el Papa, y ocupaba gran parte de la ladera sur de Perugia. Para su construcción se utilizaron los materiales de la antigua Villa de Santa Giuliana, completamente demolida con sus iglesias y conventos, mientras que las casas, calles, torres y patios que caen dentro del perímetro del nuevo edificio se incorporaron y cubrieron con poderosas bóvedas, constituyendo su sótano.

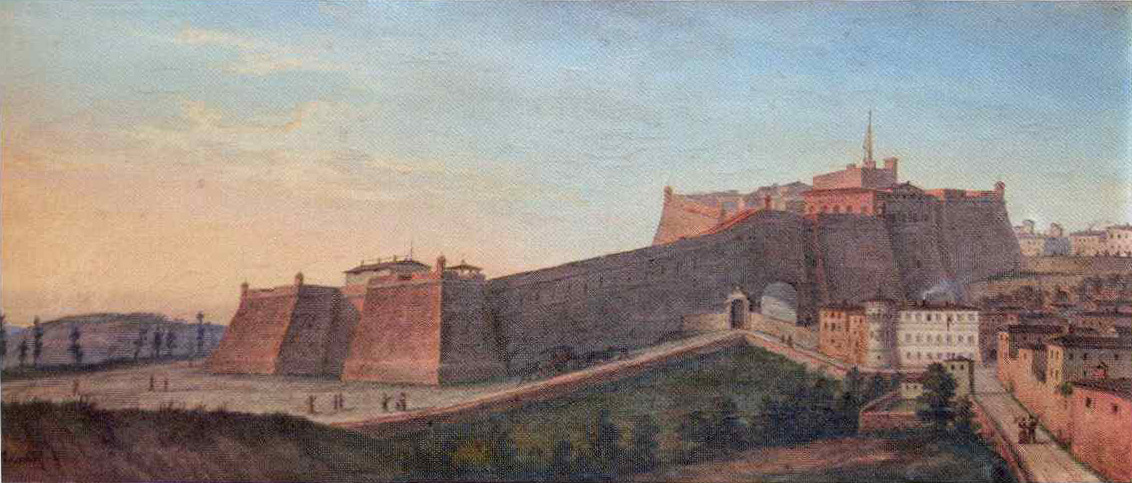
Pintura que representa la Rocca Paolina en el, obra de Giuseppe Rossi, Galería Nacional de Umbría.

Parcialmente destruida en 1848, reconstruida en 1860 a instancias del Papa Pío IX, la Rocca Paolina fue definitivamente demolida en las décadas posteriores a su anexión al Reino de Italia, ofreciendo espacio para la construcción de muchos edificios y arreglos del siglo XIX, principalmente Piazza Italia, Vía alquerías, Jardines de Carducci y Viale Indipendenza.
Con estas grandes convulsiones urbanas, de la antigua Rocca (dividida en tres partes: el Palacio Papal, el Corridore y la Tenaglia) sólo quedó el sótano del Palacio Papal. Éstas fueron finalmente afectadas por las obras de desescombrado en 1932 y concluyeron en 1965, abriéndose al público como una ciudad subterránea de gran encanto y sugestión.
Finalmente, desde 1983, la fortaleza es atravesada por el camino peatonal mecanizado (escaleras mecánicas) que desde la estación de autobuses, a lo largo de la carretera de circunvalación extramuros, llega a la acrópolis etrusca. Hoy en día, sus amplios y singulares espacios se utilizan durante todo el año para diversos eventos culturales.
Dentro de la fortaleza también se pueden admirar los restos de piedra del antiguo Gioco del Pallone (Juego de la Pelota), que es un estadio de madera donde se jugaba este juego.

## Estructura

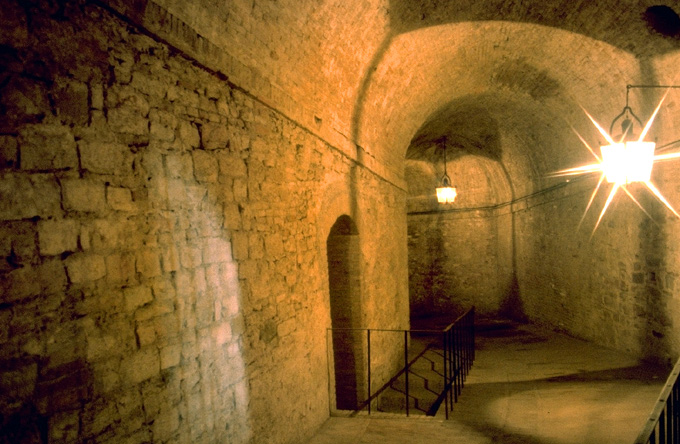
Vista de la entrada a la fortaleza desde Porta Marzia.

La fortaleza se dividió en tres partes: el Palacio Papal, el Corredor y la Tenaglia frente al campo. Sin embargo, el arquitecto tuvo la sensibilidad de plasmar la antigua arquitectura etrusca llamada Porta Marzia, que aún se encuentra a lo largo de la calle del mismo nombre, en las nuevas paredes de ladrillo. La construcción de la Rocca Paolina implicó la demolición de unas trescientas casas (todo el pueblo de Santa Giuliana), los palacios de los Baglioni -la familia en ese momento que gobernaba la ciudad y líder de la revuelta-, varias torres e iglesias, incluida la del siglo xv. Santa Maria dei Servi del siglo XIX que los testimonios de la época consideraban la más bella de la ciudad.
La Rocca Paolina con su misa izquierda representó hasta 1861 (Unificación de Italia) el símbolo del poder papal sobre el antiguo municipio libre. Con la Unificación, la Rocca fue objeto de derribos sistemáticos tras una fase inicial que ya se había producido con las sublevaciones de 1848, que se prolongó hasta finales de siglo, lo que supuso la anulación de las tres partes mencionadas. Solo el Palazzo Papale del siglo XVI fue reemplazado por el actual Palazzo della Provincia, con los palacios y jardines cercanos del siglo XIX, descansando sobre las antiguas estructuras medievales, llamadas al principio, preexistentes a la fortaleza.
Permaneció bajo tierra y olvidado durante varias décadas, en 1932 vio el inicio de los trabajos de vaciado, terminados en 1965. Desde 1983, la Rocca Paolina es atravesada por una ruta de escaleras mecánicas que conectan la base de la Acrópolis etrusca-romana (Piazza Partigiani) con su corazón en Piazza Italia.

## Obras contemporáneas presentes
Obras de artistas contemporáneos dialogan con la historia de este lugar, siendo la más impresionante Grande Nero de Alberto Burri, la única obra cinética del maestro, ubicada desde 1984, precisamente por recomendación de Burri, en la sala de agua de la Rocca Paolina (en los años 50 el salón era el depósito de agua potable). Tiene forma de poliedro de más de 7 metros de altura, formado por seis elementos de acero en forma de caja, pintados de negro; el elemento en la parte superior contiene un bisel, que gira gracias a un mecanismo accionado eléctricamente. En el recorrido de las escaleras mecánicas, otras esculturas contemporáneas han encontrado su lugar: "El vuelo de las palomas", (1986) de Massimo Pierucci, dedicada por la ciudad de Perugia al pacifista sueco Olof Palme, en memoria de su violenta muerte, que ocurrido en el mismo 1986; la obra es visible desde los primeros tramos de las escaleras mecánicas. Por último, el monumento de bronce de 1985 de Romeo Mancini dedicado a los "Demócratas de Umbría víctimas de las escuadras fascistas 1921-1922", donado por el artista a la ciudad y actualmente ubicado en la entrada del recinto ferial Cerp Rocca.

## En la literatura
Rocca Paolina es famosa por uno de los poemas más famosos de Giosuè Carducci titulado Il canto dell'amore:

«Oh bella a' suoi be' dí Rocca Paolina
Co' baluardi lunghi e i sproni a sghembo!

La pensò Paol terzo una mattina

Tra il latin del messale e quel del Bembo.

— Quel gregge perugino in tra i burroni

Troppo volentier— disse — mi si svia.

Per ammonire, il padre eterno ha i tuoni

Io suo vicario avrò l'artiglieria.»
Giosuè Carducci (1835 - 1907)

## Galería
Aquí algunas imágenes de la Rocca Paolina:

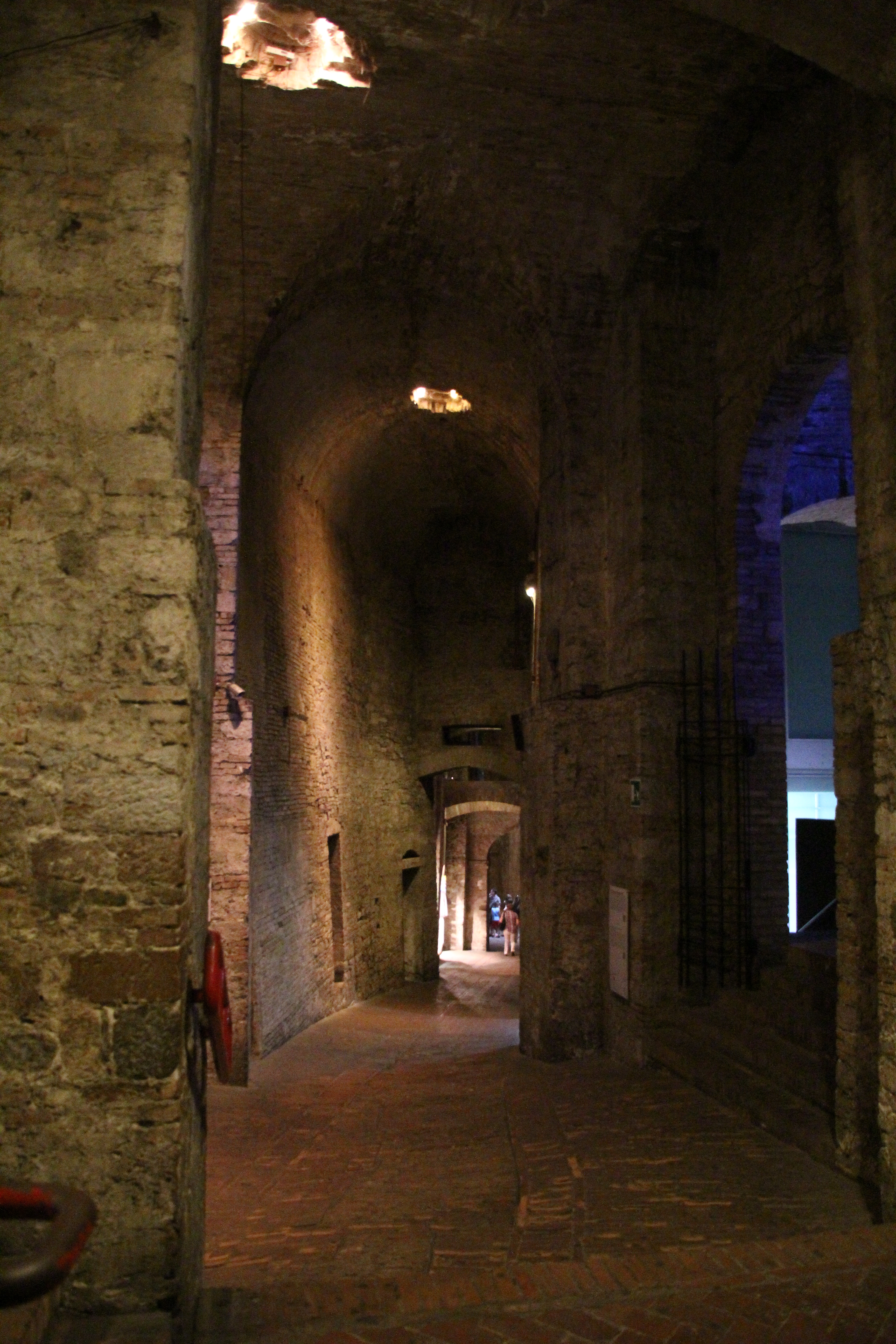
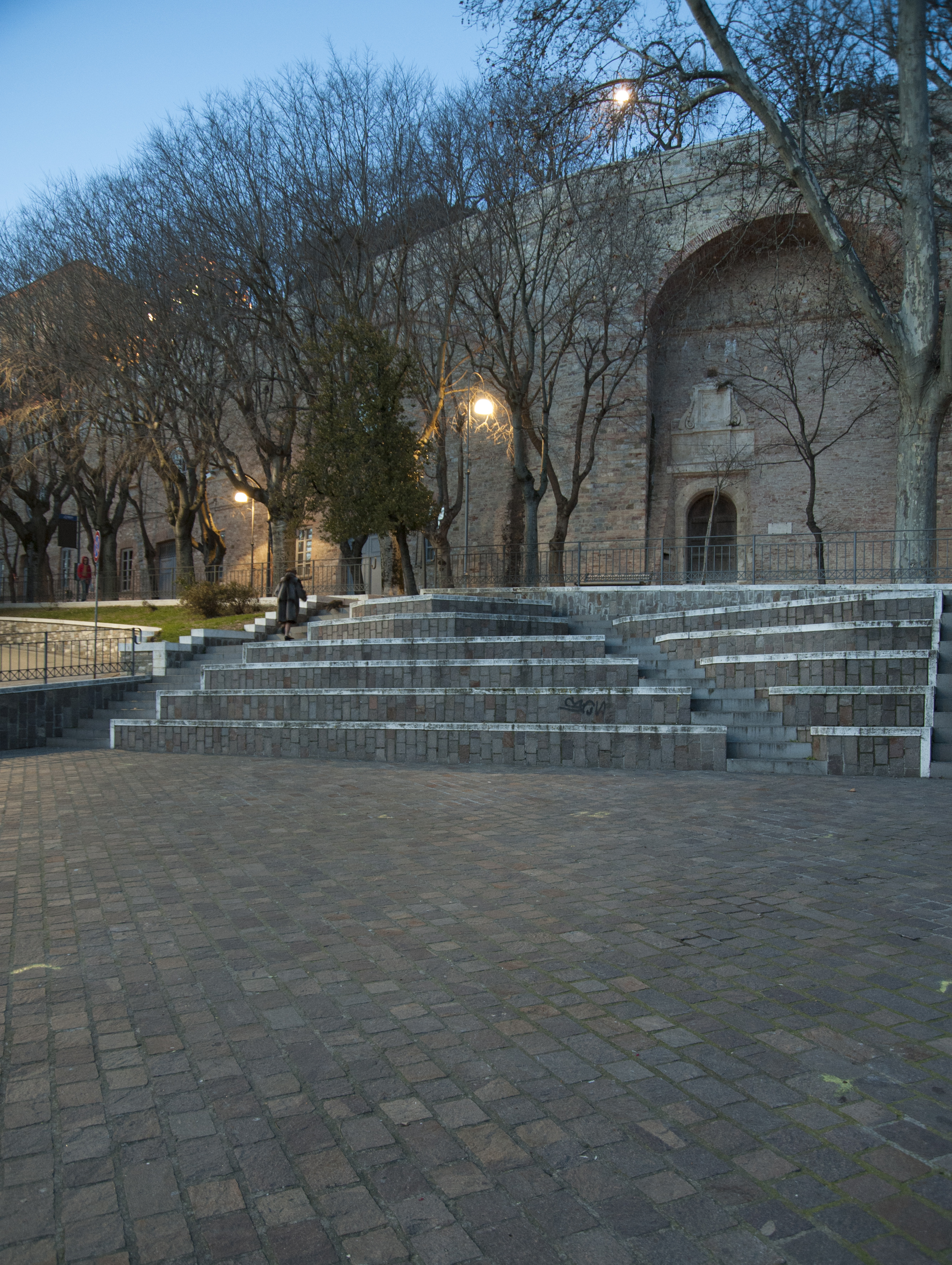
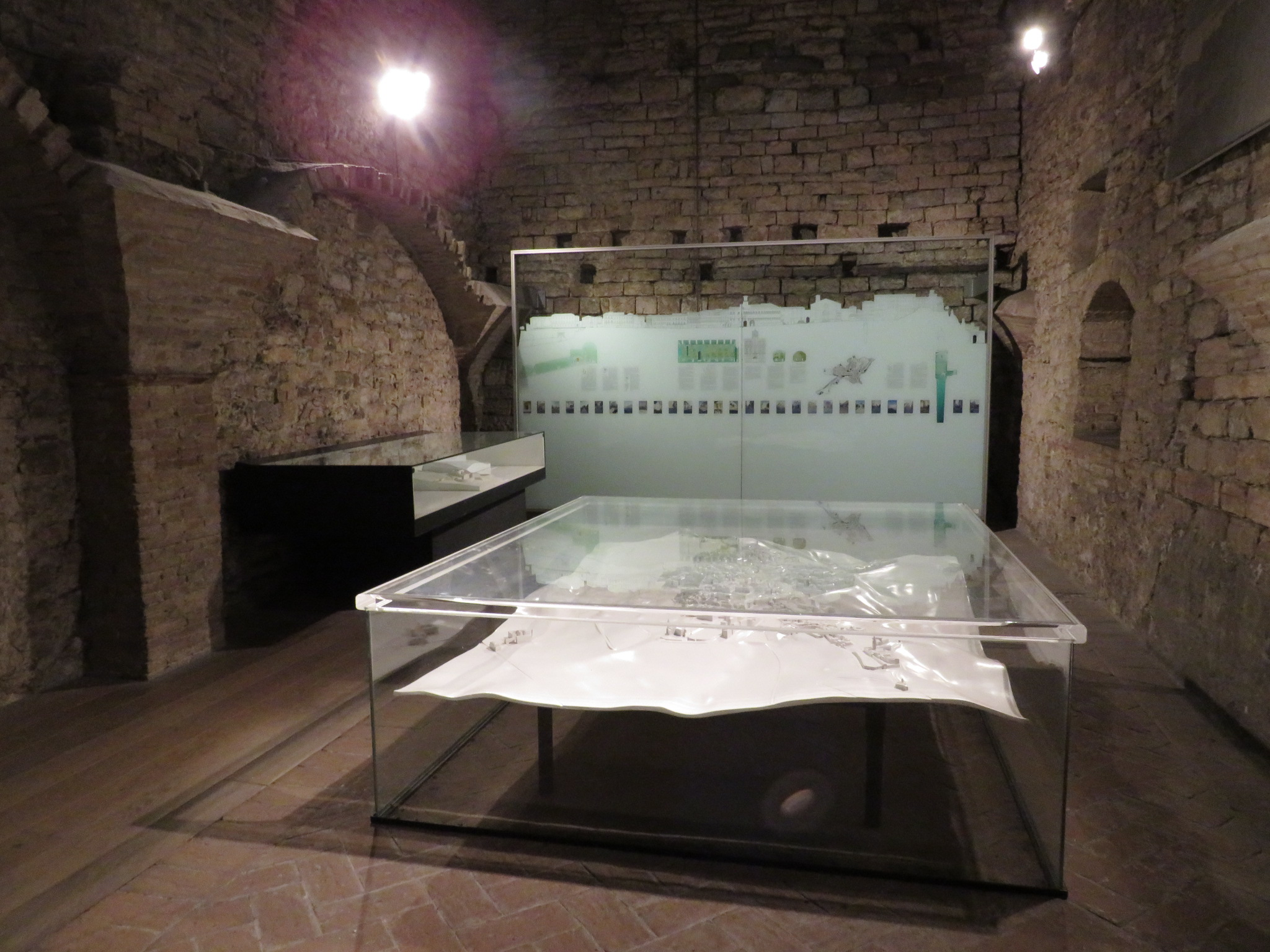
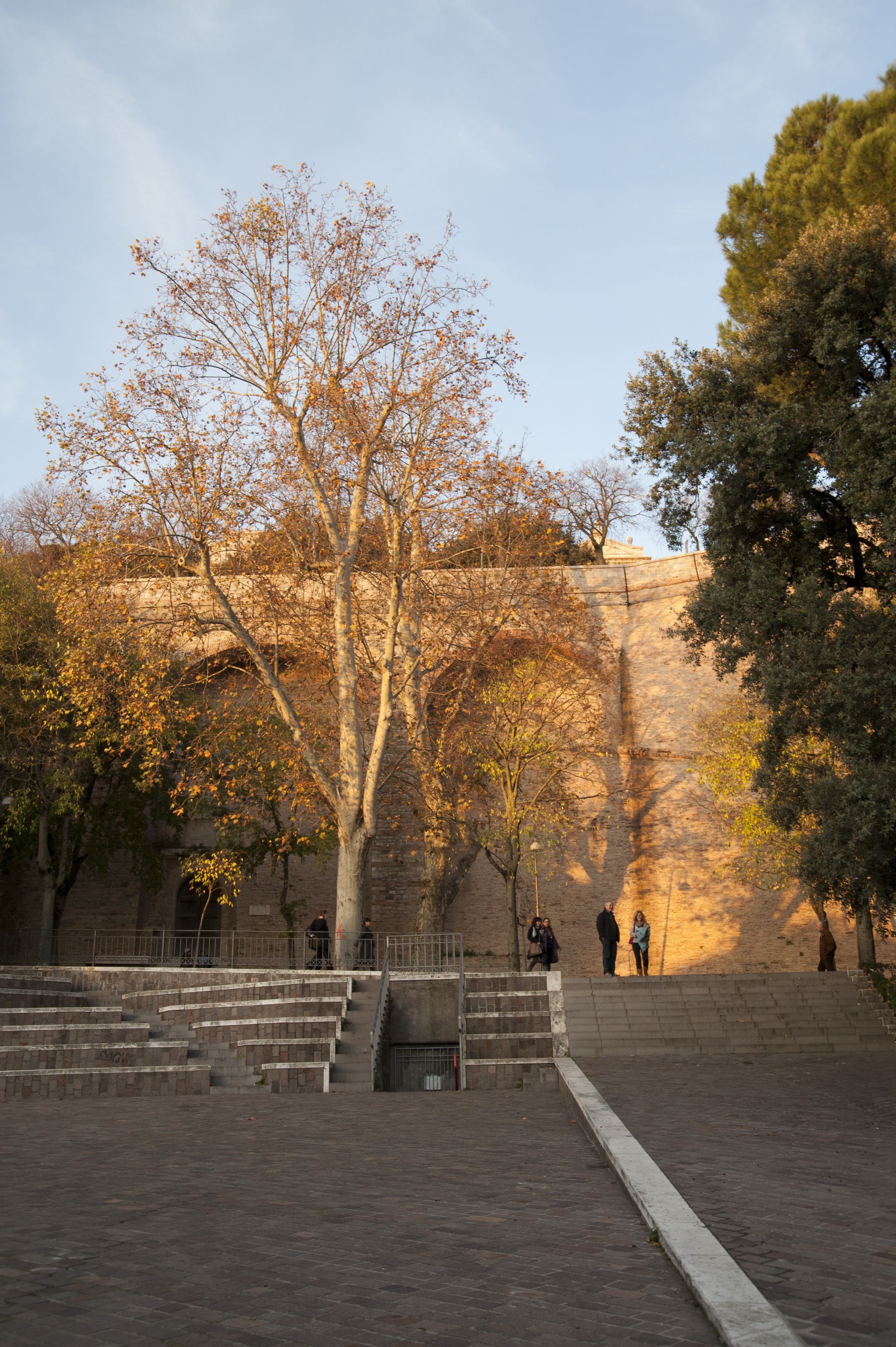
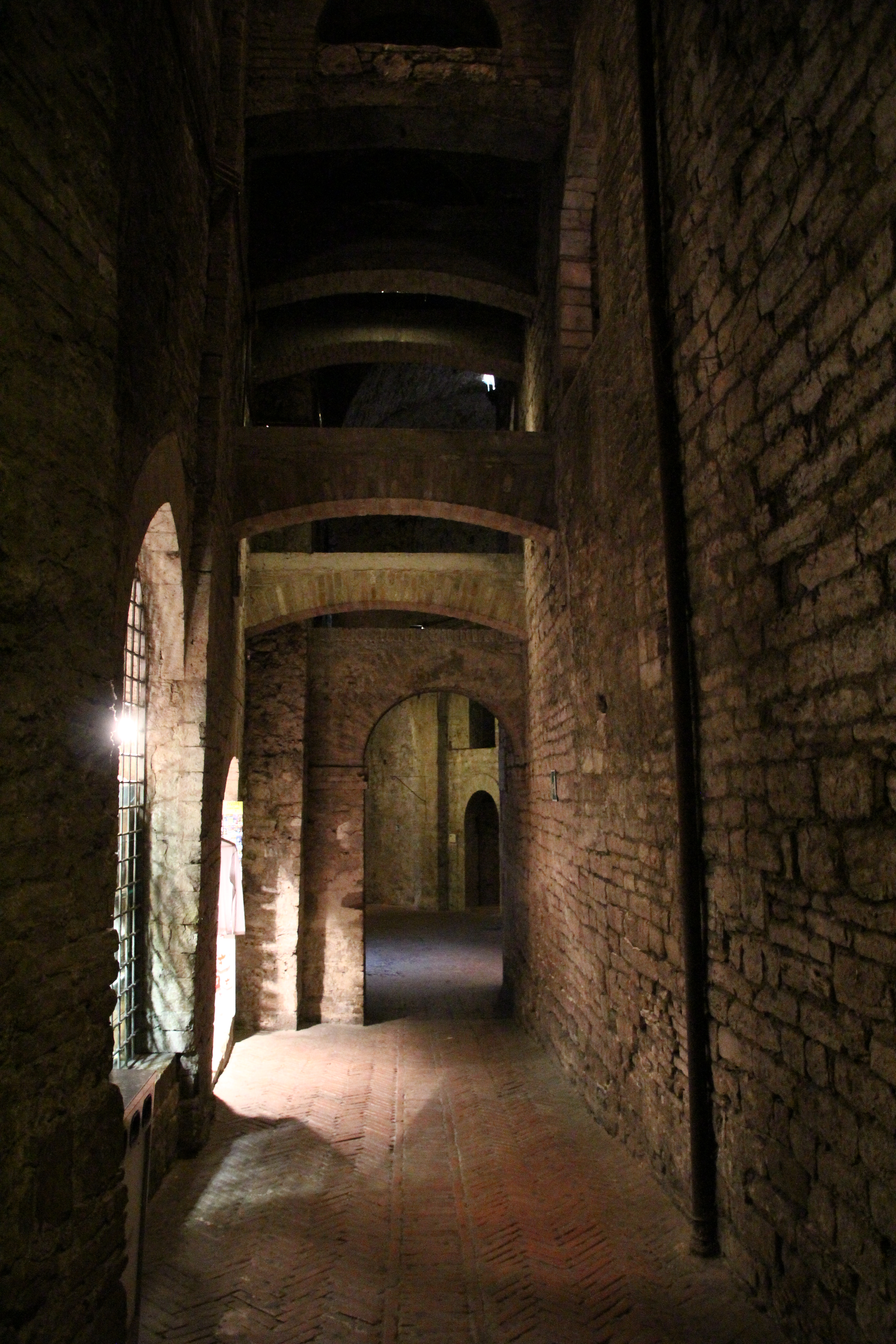
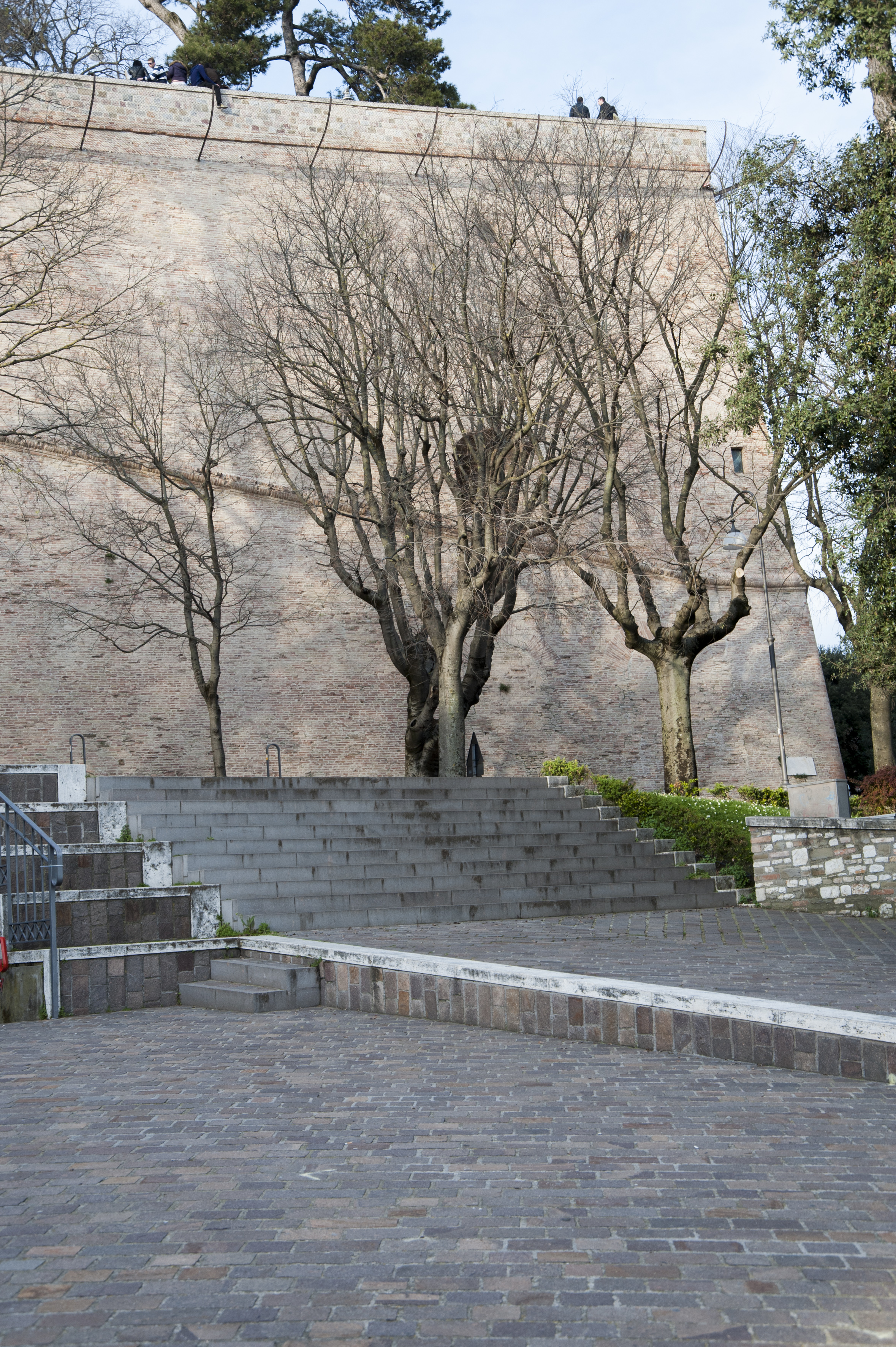
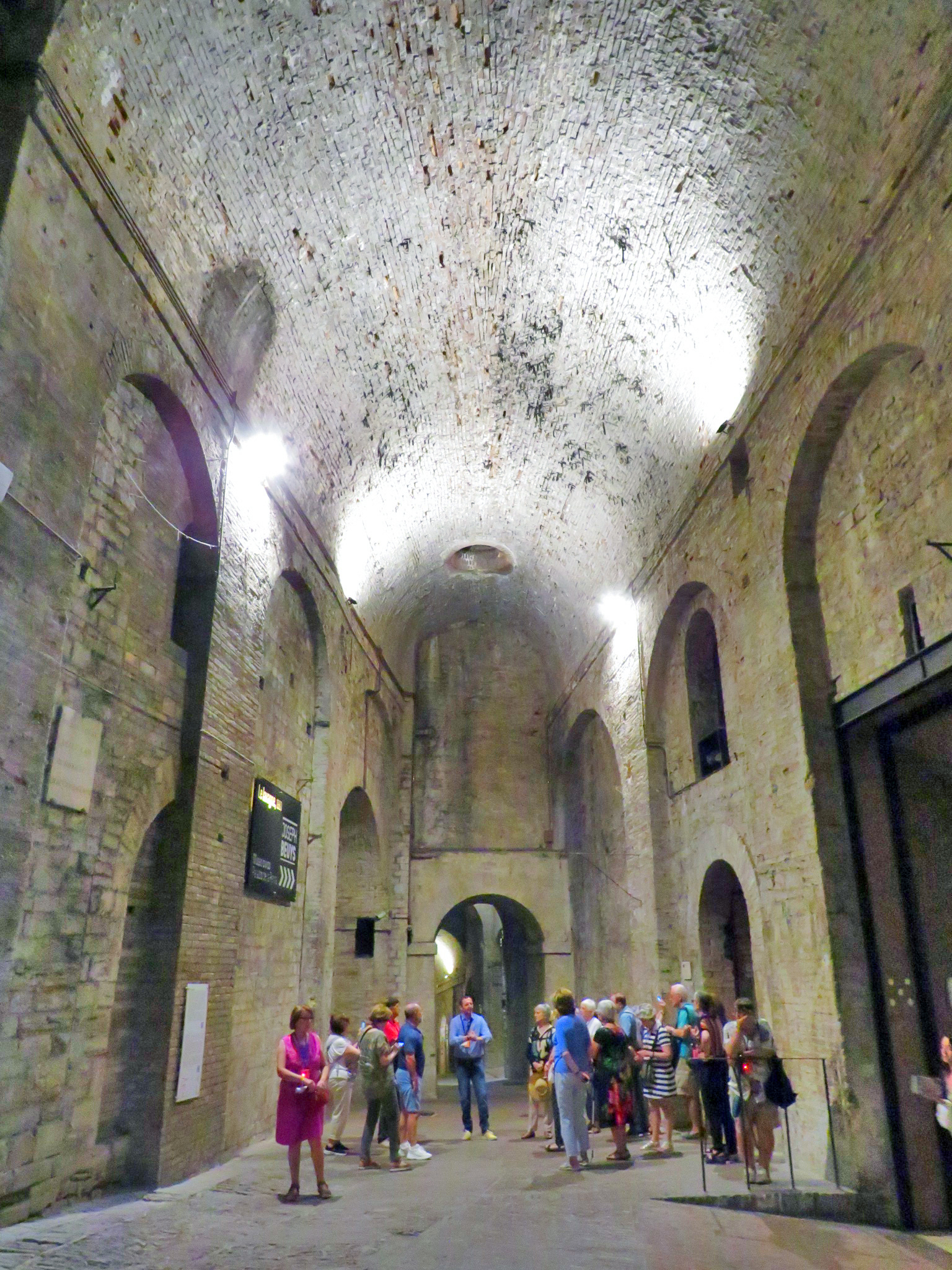
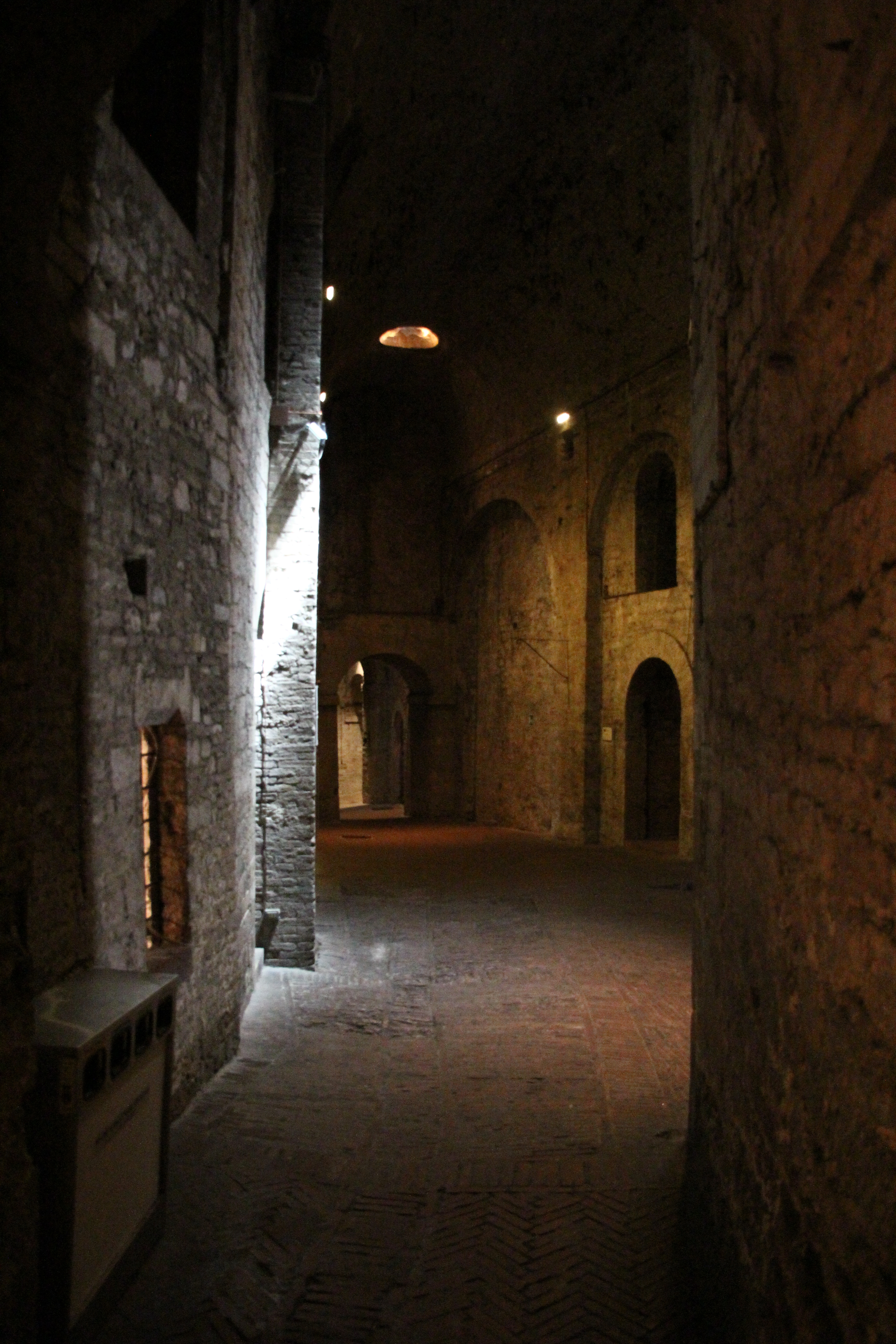
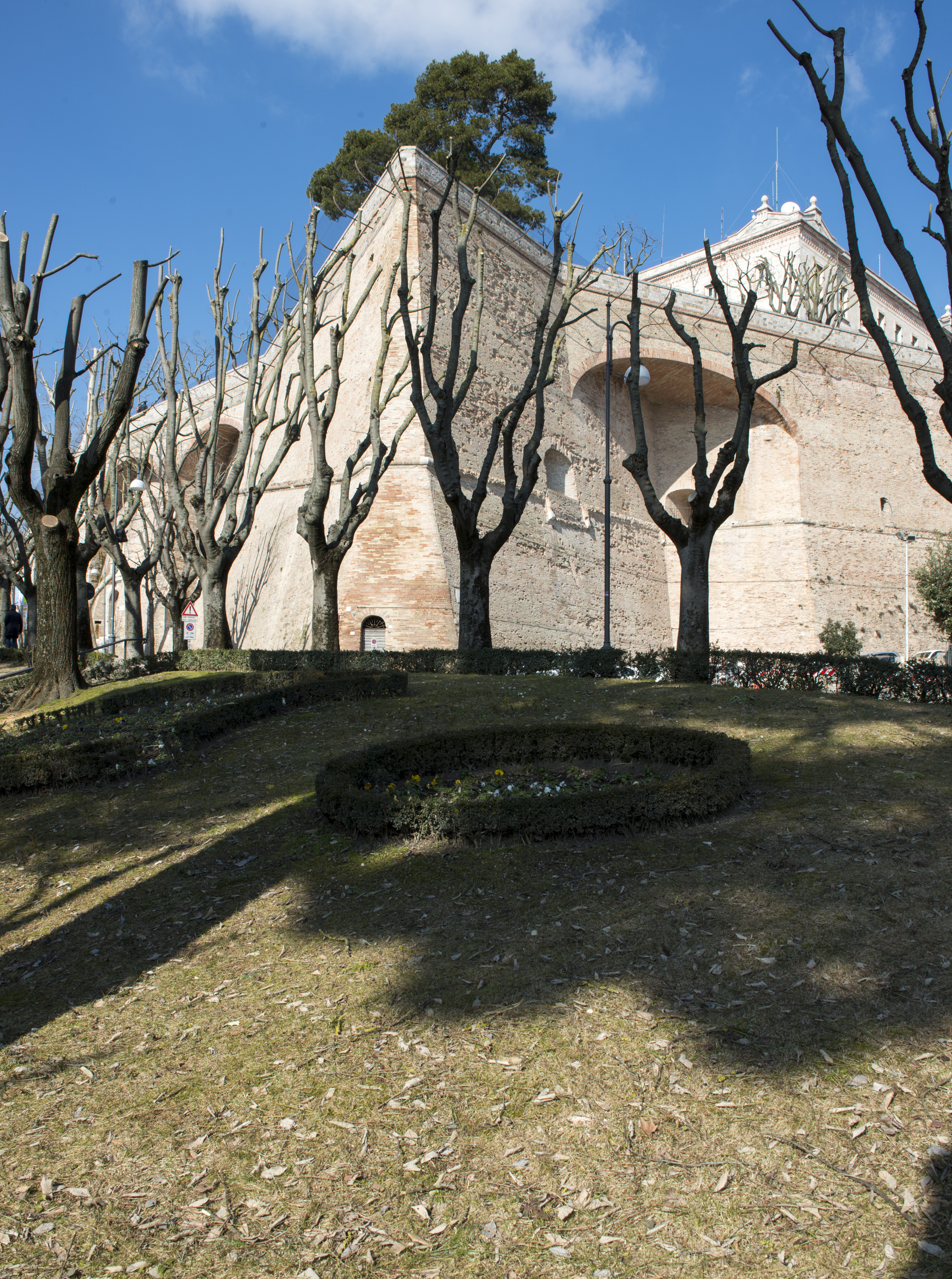
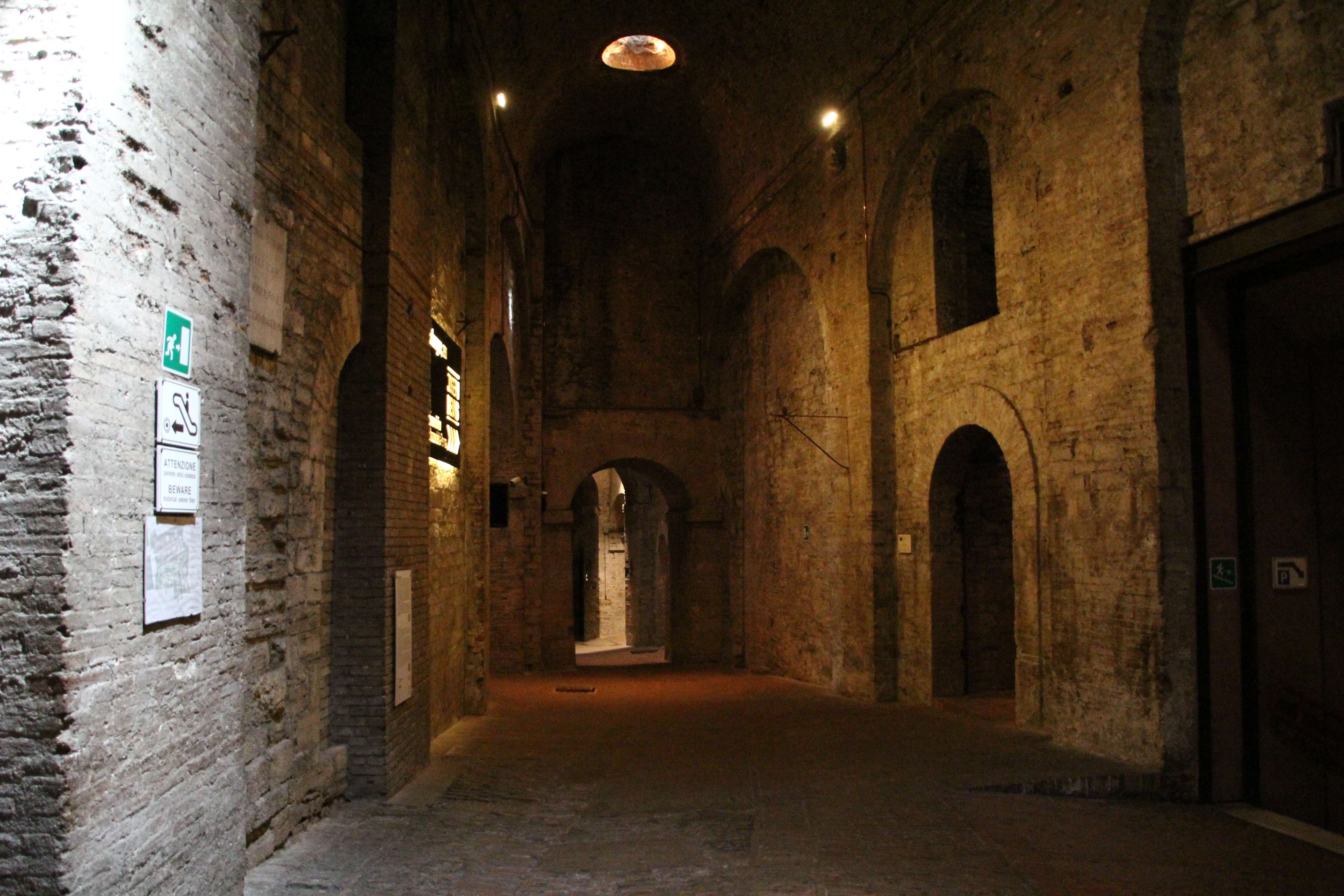
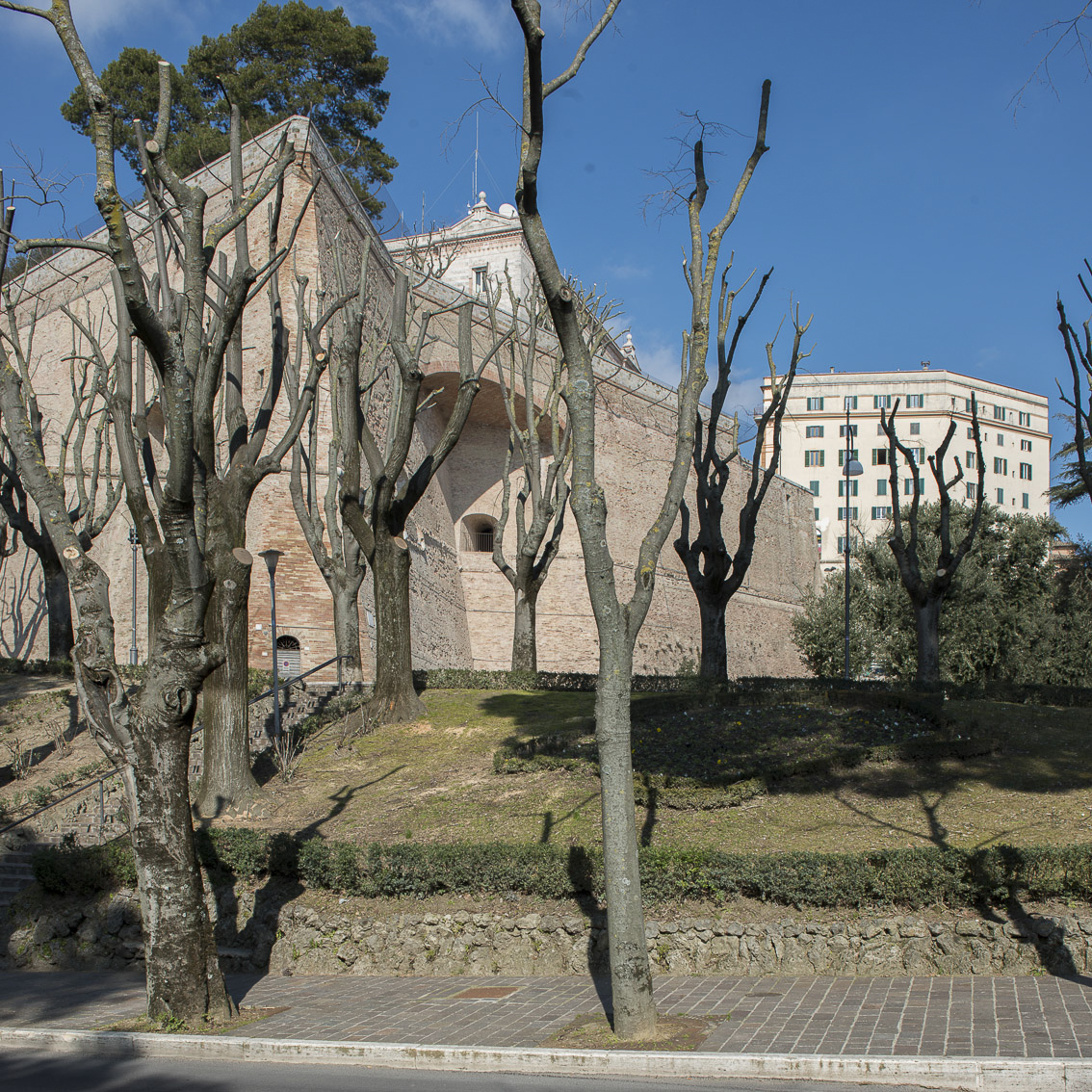
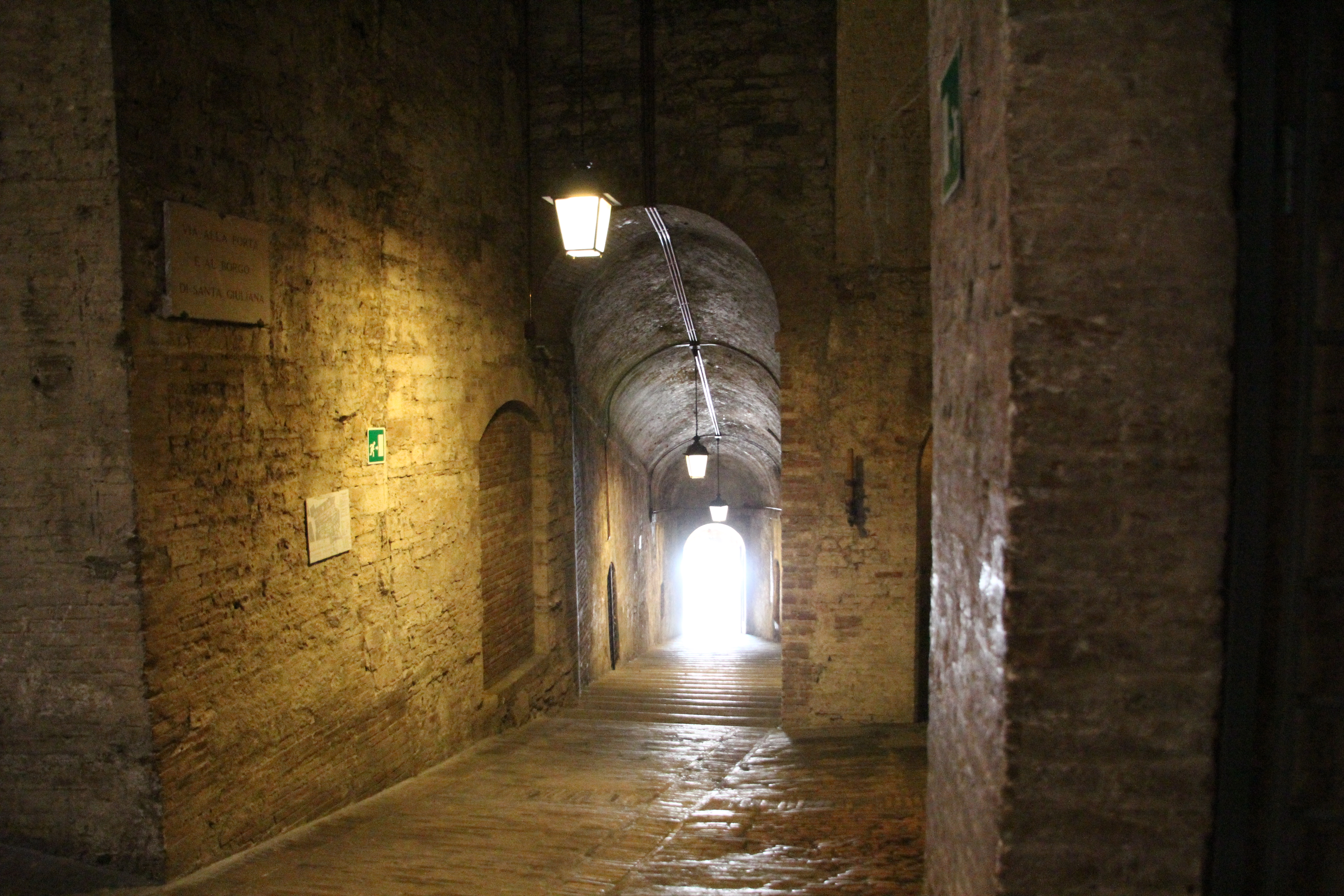
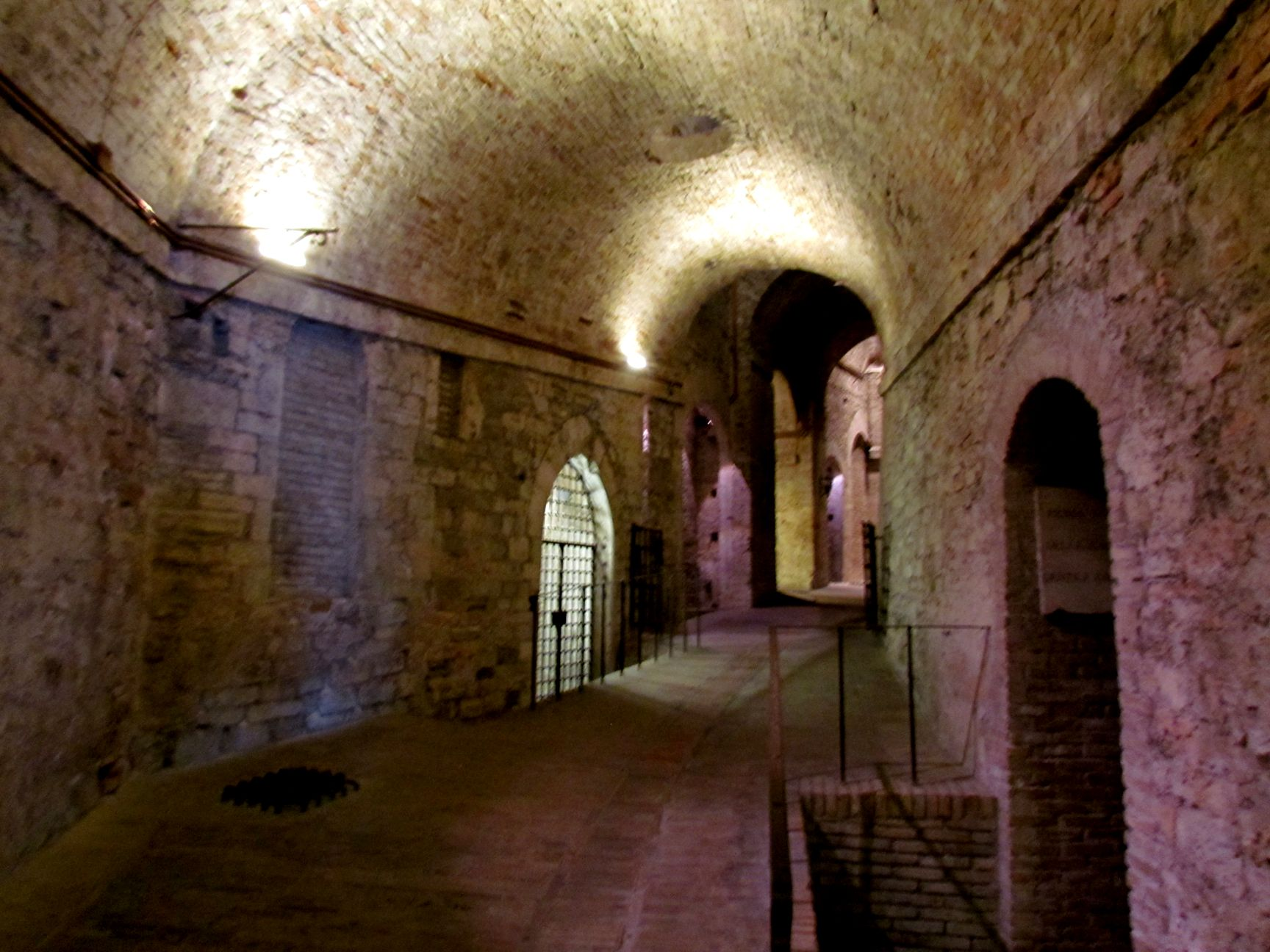
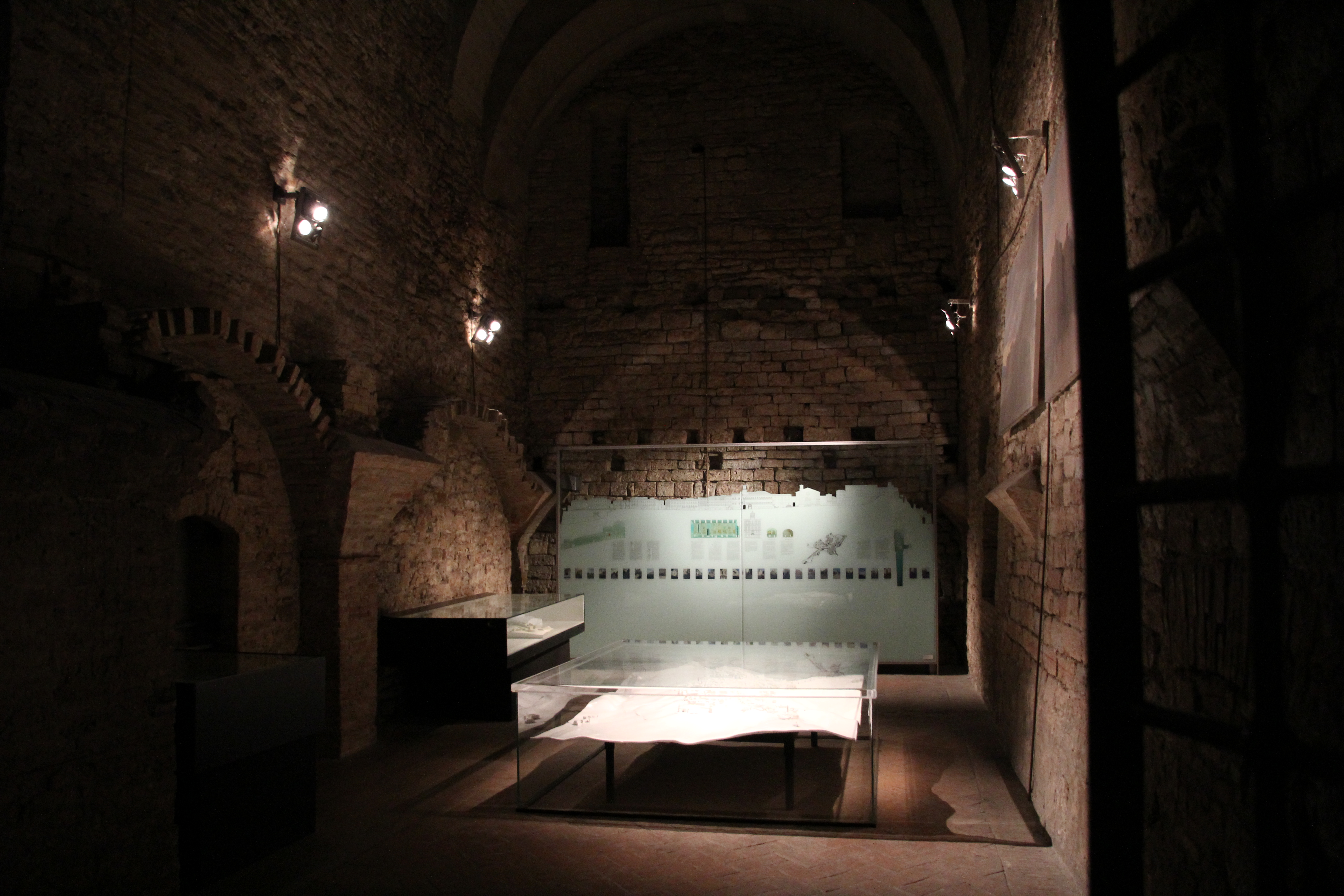

Para más imágenes, véase en Commons la categoría completa.